# Sheldonella maoica
Sheldonella maoica is een tweekleppigensoort uit de familie van de Noetiidae. De wetenschappelijke naam van de soort is voor het eerst geldig gepubliceerd in 1917 door Maury.